# Titanic: Blood and Steel
Titanic: Blood and Steel is een kostuumdrama voor televisie uit 2013 bestaande uit 12 afleveringen van 50 minuten over de constructie van RMS Titanic en de sociale onrust in Noord-Ierland. Hoofdrollen worden gespeeld door Kevin Zegers, Alessandra Mastronardi, Neve Campell en Chris Noth. Hoewel veel elementen in het verhaal gebaseerd zijn op historische feiten, is het merendeel verzonnen. Het hoofdpersonage Mark Muir heeft nooit bestaan, dus de verhaallijnen over zijn privéleven zijn volledig verzonnen.
De serie werd op de Belgische zender vtm uitgezonden in de periode mei - juni 2014 op zaterdag en zondag.

## Synopsis
Marcus Malone is een Noord-Ier uit Belfast. Vanwege een voorval in zijn jeugdjaren emigreerde hij naar Amerika. Daar behaalde hij een universiteitsdiploma met een specialisatie in metallurgie. Nu is hij terug in Belfast, maar onder de naam Mark Muir. Mark overtuigde John Pierpont Morgan om hem aan te nemen voor de constructie van RMS Titanic bij Harland and Wolff. Mark verdoezelt dat hij katholiek is, dit omdat de rest van de leidinggevenden allen protestant zijn. Mark wordt verliefd op Sofia Silvestri, een Italiaanse immigrante. Verder zijn in Noord-Ierland op diverse plaatsen, waaronder ook Belfast, strubbelingen tussen de lagere sociale klassen en de rijke elite. Arbeiders willen vakbonden oprichten, vrouwen willen meer emancipatie, er is de politieke strijd of Noord-Ierland al dan niet bij het Verenigd Koninkrijk moet blijven. Dit leidt tot stakingen in diverse bedrijven, waaronder ook bij de toeleveranciers van Harland and Wolff waardoor hun planning om Titanic tijdig af te leveren in het gedrang komt.

## Acteurs
| Acteur                 | Personage               |
| ---------------------- | ----------------------- |
| Kevin Zegers           | Mark Muir/Marcus Malone |
| Alessandra Mastronardi | Sofia Silvestri         |
| Derek Jacobi           | William Pirrie          |
| Neve Campbell          | Joanna Yaegar           |
| Ophelia Lovibond       | Kitty Carlton           |
| Billy Carter           | Thomas Andrews          |
| Branwell Donaghey      | Michael McCann          |
| Martin McCann          | Conor McCann            |
| Ian McElhinney         | Sir Henry Carlton       |
| Valentina Corti        | Violetta Silvestri      |
| Denise Gough           | Emily Hill              |
| Jonathan Harden        | Walter Hill             |
| Edoardo Leo            | Andrea Valle            |
| Gray O'Brian           | Bruce Ismay             |
| Michael McElhatton     | Albert Hatton           |
| Liam Cunningham        | James Larkin            |
| Chris Noth             | J.P. Morgan             |
| Massimo Ghini          | Pietro Silvestri        |

## Fouten
Naast de duidelijke fictieve elementen, zoals het personage van Mark Muir, bevat de serie ook echte historische fouten waaronder:
- J.P. Morgan: in de serie volgt Morgan de bouw van de "Olympic class"-schepen van dichtbij op. Hoewel Morgan wel eigenaar was van de White Star Line, was hij echter zelf amper betrokken in de bouw en de opvolging van de schepen.
- De tijdlijn van de bouw van de schepen in de serie klopt niet volledig. Het is juist dat de bouw van de Olympic eerder begon dan die van Titanic, maar het verschil tussen de beide schepen was niet zo groot als in de serie wordt weergegeven. Zo is in de serie bijvoorbeeld te zien hoe de Titanic nog in een vrij vroege fase zit van de bouw wanneer Olympic al reeds commercieel werd ingezet op de Atlantische Oceaan.
- Het klopt dat de Olympic terugkeerde naar de scheepswerf voor herstellingen nadat ze een aanvaring had gehad met de HMS Hawke. In de serie is echter te zien dat de aanvaring zou hebben plaatsgevonden aan de voorzijde van het schip, terwijl in werkelijkheid de schade aan de achterzijde van het schip was.